# Dunseith (Dakota del Norte)
Dunseith es una ciudad ubicada en el condado de Rolette en el estado estadounidense de Dakota del Norte. En el censo de 2010 tenía una población de 773 habitantes y una densidad poblacional de 298,16 personas por km².

## Geografía
Dunseith se encuentra ubicada en las coordenadas 48°48′47″N 100°3′45″O / 48.81306, -100.06250. Según la Oficina del Censo de los Estados Unidos, Dunseith tiene una superficie total de 2.59 km², de la cual 2.59 km² corresponden a tierra firme y (0%) 0 km² es agua.

## Demografía
Según el censo de 2010, había 773 personas residiendo en Dunseith. La densidad de población era de 298,16 hab./km². De los 773 habitantes, Dunseith estaba compuesto por el 15.01% blancos, el 0.91% eran afroamericanos, el 79.56% eran amerindios, el 0% eran asiáticos, el 0% eran isleños del Pacífico, el 0.39% eran de otras razas y el 4.14% pertenecían a dos o más razas. Del total de la población el 2.2% eran hispanos o latinos de cualquier raza.